# Alessandro Kokocinski

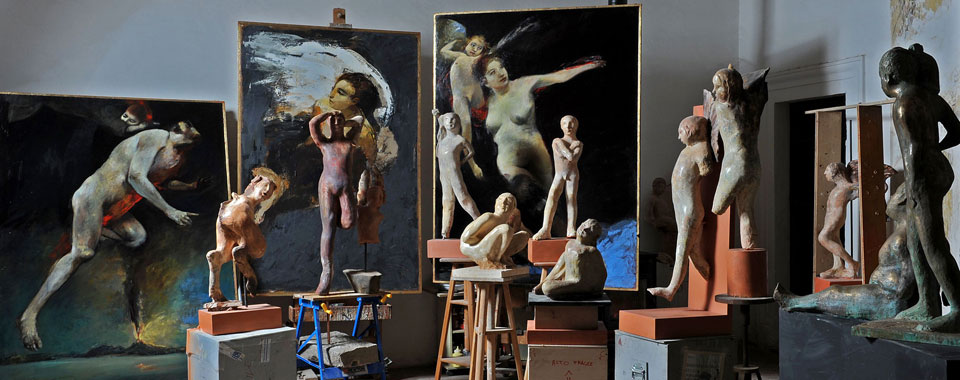
Opere di Kokocinski

Alessandro Kokocinski (Porto Recanati, 3 aprile 1948 – Tuscania, 12 dicembre 2017) è stato un pittore, scultore e scenografo italiano  di origini polacco-russe.

## Biografia
Nato nel campo profughi di Porto Recanati da madre russa e padre soldato nell'armata anglo-polacca, alla fine del 1948 si trasferisce con la famiglia in Sud America. Trascorre i suoi primi anni di vita tra le foreste Misioneras e Iguazù, il Paraguay e la regione di Chaco. A Buenos Aires assiste al bombardamento della Casa Rosada e alla caduta di Peron (1955).

## Carriera
Nella capitale argentina lavora giovanissimo in ambito circense passando presto al teatro dopo gli studi di scenografia nella scuola di Saulo Benavente. Sue le scenografie di “El Guapo del Novecento”. Schedato dal regime militare, è costretto a rifugiarsi a Santiago del Cile dove espone disegni di denuncia politica presso diverse università cilene. I suoi lavori vengono presentati dal critico d'arte Mario Pedrosa e dagli scrittori Enrique Araya e Delia del Carril.
Lavora alla riforma agraria del governo di Allende collaborando con l'Università cattolica di Santiago del Cile. Alla caduta di Allende, Kokocinski si trova già in Europa, dove espone ad Amburgo e poi a Roma presentato da Rafael Alberti (che gli dedica una poesia dal titolo “Alejandro Kokocinski 1971, pintor”).  Stabilitosi a Roma, diventa allievo di Riccardo Tommasi Ferroni e prende uno studio( cedutogli da Rafael Alberti) accanto al maestro e all’amico TrastevereCarlo Quattrucci.
Dal 1986 soggiorna per alcuni anni in estremo oriente viaggiando tra il sud est asiatico e la Cina. Alla fine degli anni '80 si stabilisce in Germania dove si trattiene per quattro anni.
Quindi torna definitivamente in Italia dove fonda la compagnia teatrale “Kosa” con l'artista Lina Sastri. Cura luci, costumi e scenografie di sei spettacoli della compagnia diretti ed interpretati dall'attrice.
Nel 2003 si trasferisce a Tuscania, paese in provincia di Viterbo, dove adibisce a studio un'antica chiesa sconsacrata.  Nella cittadina crea la Fondazione Alessandro Kokocinski volta a valorizzare la creatività dei giovani artisti (italiani e internazionali) attraverso corsi di formazione e specializzazione, soggiorni formativi e l'organizzazione di mostre ed eventi.
Nell’ottobre 2016 l’artista cura le scenografie e il disegno luci di “Lina Sastri è il mio nome”, spettacolo teatral-musicale che debutta al Teatro Quirino di Roma. L’attrice e cantante napoletana descrive al Messaggero la "prolifica fantasia di Alessandro Kokocinski, un vero e proprio pittore di fama internazionale che osserva il mondo attraverso gli occhi del cuore” augurandosi che “il pubblico apprezzi il suo tocco scenografico in cui mi ritrovo e identifico”.
È morto il 12 dicembre 2017 a Tuscania in provincia di Viterbo dopo una lunga malattia.

## Mostre - una selezione
Kokocinski ha allestito la sua seconda mostra personale nel 1969 a Buenos Aires. Nell'esposizione, una serie di disegni a matita in bianco e nero fortemente stilizzati. I soggetti principali erano la vita difficile nella povertà, il lavoro e la sofferenza più in generale
Nel 1979 l'artista partecipa ad una collettiva presso la Printshop Gallery di Amsterdam. Titolo della mostra: “L'immagine dell'uomo dal 1945 ad oggi”, una rassegna di opere che illustra come la creatività artistica abbia reinterpretato la visione dell'umanità dalla fine della seconda guerra mondiale.
1987, Hong Kong Art Festival. Diciotto opere di Kokocinski vengono esposte in una mostra personale nell'ambito del festival cinese che raggruppa artisti provenienti da tutto il mondo nell'ex colonia britannica. Dedicate per la maggior parte all'immaginario circense, vedono acrobati e ballerine muoversi sulle tele accompagnati da impetuosi balzi di cavalli.
1999, Roma: tre mostre quasi in contemporanea presso l'Istituto Italo-latinoamericano, Palazzo della Pigna e la Galleria Italarte celebrano Kokocinski “Pellegrino nel mondo”. Nei quadri ritratti maschili e femminili “carichi di pathos e di dolore” come li definisce La Stampa, realizzati con sovrapposizioni e sparizioni di colore ad accentuarne la drammaticità.

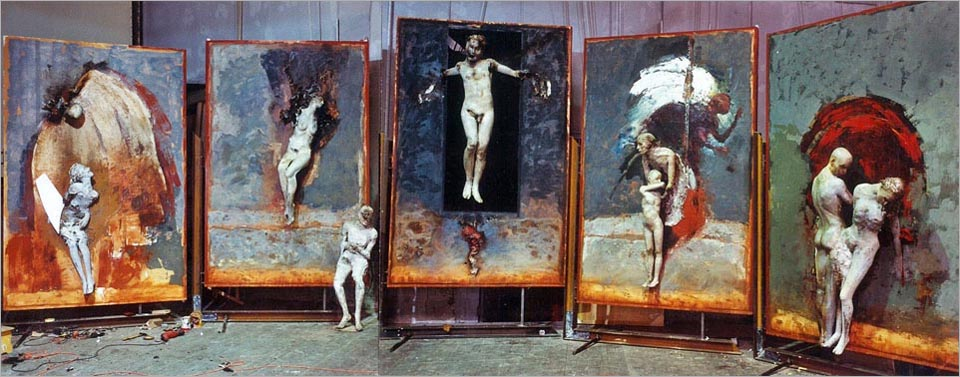
La Trasfigurazione

Una personale di eccezionale importanza viene dedicata all'artista da Palazzo Venezia, Roma, che ospita nel 2003 più di sessanta opere del suo lungo percorso creativo. Tra le più importanti la “Trasfigurazione”, un polittico di oltre quattro metri di altezza e quattordici metri di lunghezza, composto da cinque sculture policrome in vetroresina montate su pannelli di legno che poggiano su putrelle di ferro.
Nel 2005 Kokocinski è a Roma al Museo Nazionale di Castel Sant'Angelo con il ciclo di opere scultoree “L'Ombra delle idee” ispirato alla figura del filosofo Giordano Bruno, presentata dallo storico e critico d'arte Claudio Strinati.
Sempre nel 2005 l'artista partecipa alla mostra collettiva curata da Vittorio Sgarbi, “Il Male - Esercizi di pittura crudele” alla Palazzina di Caccia di Stupinigi di Torino.
Tra le esperienze più importanti dell'artista vi è la personale organizzata nel 2006 a Pechino presso il National Art Museum of China (NAMOC), nell'ambito delle manifestazioni per l'anno dell'Italia in Cina.
Nel 2008 Kokocinski presenta a Roma nella sala “Regia” del Museo Nazionale di Palazzo Venezia “La Potenza dello spirito”, ciclo di pitture ispirato alla classicità e al mito.
L'artista è tra gli ospiti più apprezzati della collettiva “Las Américas latinas. Las fatigas del querer” curata dal critico Philippe Daverio nel 2009 allo Spazio Oberdan di Milano.
Nel 2011 Kokocinski e la figlia Maya, anche lei pittrice, sono gli artisti scelti per esporre alla 54ª Esposizione d'Arte della Biennale di Venezia, da Vittorio Sgarbi, curatore del Padiglione Italia all'Arsenale, sotto segnalazione di Olivero Toscani .
La galleria Artespressione presenta nel 2013 a Milano una serie di opere grafiche di Alessandro Kokocinski, disegni realizzati a tecnica mista su libri e carta antica. Tema, il circo, realtà magica e misteriosa in cui l'artista ha vissuto e lavorato in gioventù durante la sua permanenza a Buenos Aires.
Nel settembre 2015 la Fondazione Roma Museo ha dedicato all'artista una mostra personale a Palazzo Cipolla, dal titolo "Kokocinski. La vita e la Maschera: da Pulcinella al Clown". La rassegna riflette insieme “la storia di un uomo tormentato, che ha sperimentato su di sé l'esilio, la persecuzione politica e la cattiveria del mondo” e la storia “dell'artista che la trasforma in arte con quadri, sculture e installazioni in cui la maschera, il clown e Pulcinella diventano protagonisti. Le opere “si propongono come spettacolo della fragilità umana. Figure inquiete e sofferenti ma piene di speranza, sempre in lotta per difendere il vero senso dell'esistenza” commenta il Presidente della Fondazione Roma Museo.
Da aprile a giugno del 2017 la mostra "Kokocinski. La vita e la Maschera: da Pulcinella al Clown" è stata presentata al pubblico al Museo Archeologico Nazionale di Napoli: «La mostra del Museo Archeologico Nazionale di Napoli, oltre a rappresentare il punto più alto della produzione artistica di Kokocinski, può considerarsi anche una sintesi del suo percorso esistenziale. L’arte del Maestro va letta, infatti, in parallelo alla sua esperienza di vita, e la mostra dà un forte contributo in tal senso, in quanto costituisce l’occasione per conoscere non solo l’opera di un uomo che ha vissuto direttamente alcune tra le più grandi tragedie del Novecento, ma anche quella di un artista che ha avuto la fortuna di vivere una delle più dinamiche stagioni dell’arte, quella degli anni Settanta, fatta di ricerca, sperimentazione e scoperta. Il messaggio quanto mai attuale di Kokocinski, in conclusione, ruota intorno al rispetto per la dignità umana, condizione indispensabile perché questo nostro mondo sia sempre più orientato alla mutua comprensione e alla collaborazione tra i popoli, al di là delle rispettive convinzioni religiose, culturali e politiche di ciascuno. Non posso quindi fare a meno di esprimere il mio personale ringraziamento a Kokocinski, cui sono legato per via di un sincero rapporto umano protrattosi negli anni e caratterizzato da un proficuo scambio culturale, che mi ha permesso, tra l’altro, di comprendere appieno la poetica artistica del Maestro avvalorata dall’apprezzamento per le sue opere.» commenta il Presidente della Fondazione Terzo Pilastro - Italia e Mediterraneo.
La lista intera delle mostre personali e di gruppo a cui ha partecipato Kokocinski si trova sul sito web dell'artista.